# Riihikallio-Pilkanmäki
Riihikallio-Pilkanmäki este o arie protejată (arie specială de conservare — SAC, sit de importanță comunitară — SCI, arie de protecție specială avifaunistică — SPA) din Finlanda întinsă pe o suprafață de 64 ha, integral pe uscat.

## Localizare
Centrul sitului Riihikallio-Pilkanmäki este situat la coordonatele 61°05′57″N 25°47′01″E / 61.0992°N 25.7836°E.

## Înființare
Situl Riihikallio-Pilkanmäki a fost declarat sit de importanță comunitară în august 1998 pentru a proteja 5 specii de animale. Alte tipuri de protecție:
- arie de protecție specială avifaunistică (în august 1998)[2]
- arie specială de conservare (în aprilie 2015)[1][3][4]

## Biodiversitate
Situată în ecoregiunea boreală, aria protejată conține 2 habitate naturale: Taiga vestică, Păduri fino-scandinave bogate în ierburi cu Picea abies.
La baza desemnării sitului se află mai multe specii protejate:
- păsări (4): cocoșul de mesteacăn (Bonasa bonasia), ciocănitoare neagră (Dryocopus martius), ciocănitoare verzuie (Picus canus), huhurezul mic (Strix uralensis)
- mamifere (1): veveriță zburătoare siberiană (Pteromys volans)

Pe lângă speciile protejate, pe teritoriul sitului au mai fost identificate 2 specii de plante, 1 specie de păsări, 2 specii de nevertebrate.